# Chardogne
Chardogne ist eine Gemeinde im Nordosten Frankreichs mit 302 Einwohnern (Stand: 1. Januar 2022) im Département Meuse in der Region Grand Est (bis 2015 Lothringen).  Die Gemeinde gehört zum Arrondissement Bar-le-Duc und zum Kanton Bar-le-Duc-2. Die Einwohner werden Chardognais genannt.

## Geografie
Chardogne liegt etwa sechs Kilometer nordnordwestlich des Stadtzentrums von Bar-le-Duc. Umgeben wird Chardogne von den Nachbargemeinden Louppy-le-Château im Nordwesten und Norden, Les Hauts-de-Chée im Norden und Nordosten, Vavincourt im Osten, Behonne im Südosten, Fains-Véel im Süden sowie Val-d’Ornain im Süden und Westen.

## Bevölkerungsentwicklung
| Jahr                       | 1962 | 1968 | 1975 | 1982 | 1990 | 1999 | 2006 | 2019 |
| Einwohner                  | 253  | 237  | 278  | 311  | 293  | 284  | 290  | 298  |
| Quellen: Cassini und INSEE |      |      |      |      |      |      |      |      |

## Sehenswürdigkeiten
- Kirche Saint-Rémi
- Waschhaus, erbaut im 19. Jahrhundert

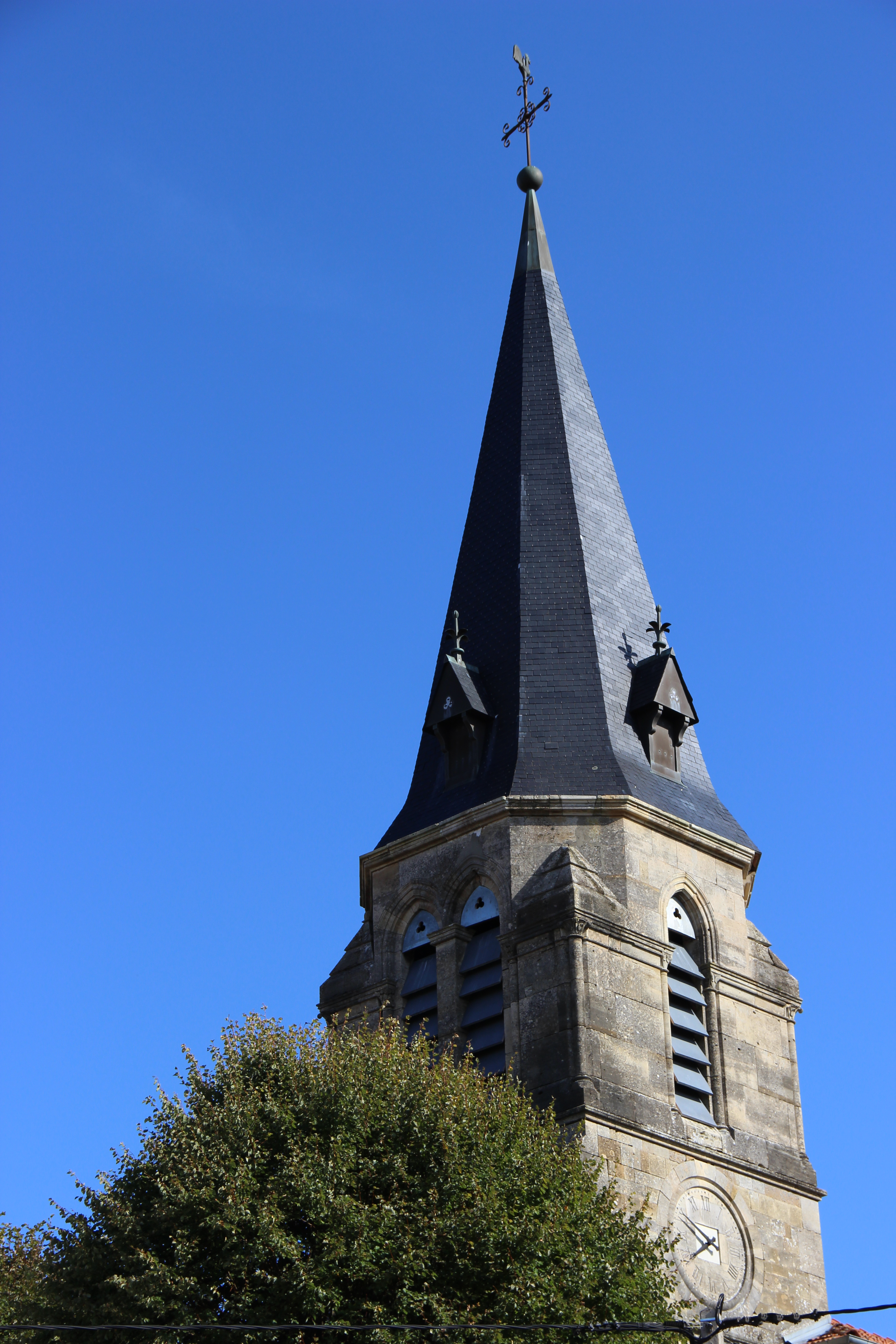
Kirche Saint-Rémi